# Asienspiele 1978
Die VIII. Asienspiele sollten ursprünglich in Singapur ausgetragen werden. Singapur sagte die Spiele jedoch aus finanziellen Gründen ab. Zunächst sprang die pakistanische Hauptstadt Islamabad für Singapur ein. Später sagte auch Pakistan die Spiele ab und die Asienspiele wurden nach Bangkok (Thailand) verlegt, wo sie vom 9. bis 20. Dezember 1978 tatsächlich stattfanden. Israel wurde von den Spielen ausgeschlossen.

## Medaillenspiegel
| Pos | Land                | Gold | Silber | Bronze | Gesamt |
| --- | ------------------- | ---- | ------ | ------ | ------ |
| 1   | Japan               | 70   | 58     | 49     | 177    |
| 2   | Volksrepublik China | 51   | 55     | 45     | 151    |
| 3   | Südkorea            | 18   | 20     | 32     | 70     |
| 4   | Nordkorea           | 15   | 13     | 15     | 43     |
| 5   | Thailand            | 11   | 11     | 20     | 42     |
| 6   | Indien              | 11   | 11     | 6      | 28     |
| 7   | Indonesien          | 8    | 7      | 18     | 33     |
| 8   | Pakistan            | 4    | 4      | 9      | 17     |
| 9   | Philippinen         | 4    | 4      | 6      | 14     |
| 10  | Irak                | 2    | 4      | 6      | 12     |
| 11  | Malaysia            | 2    | 1      | 4      | 7      |
| 12  | Singapur            | 2    | 1      | 3      | 6      |
| 13  | Mongolei            | 1    | 3      | 5      | 9      |
| 14  | Libanon             | 1    | 1      | 0      | 2      |
| 15  | Syrien              | 1    | 0      | 0      | 1      |
| 16  | Birma               | 0    | 3      | 3      | 6      |
| 17  | Hongkong            | 0    | 2      | 3      | 5      |
| 18  | Sri Lanka           | 0    | 0      | 2      | 2      |
| 19  | Kuwait              | 0    | 0      | 1      | 1      |

## Sportarten
| - Badminton - Basketball - Bogenschießen - Bowling - Boxen - Fechten - Fußball | - Gewichtheben - Hockey - Leichtathletik - Radsport - Ringen - Sportschießen | - Schwimmsport - Segeln - Tennis - Tischtennis - Turnen - Volleyball |